# 押出成形

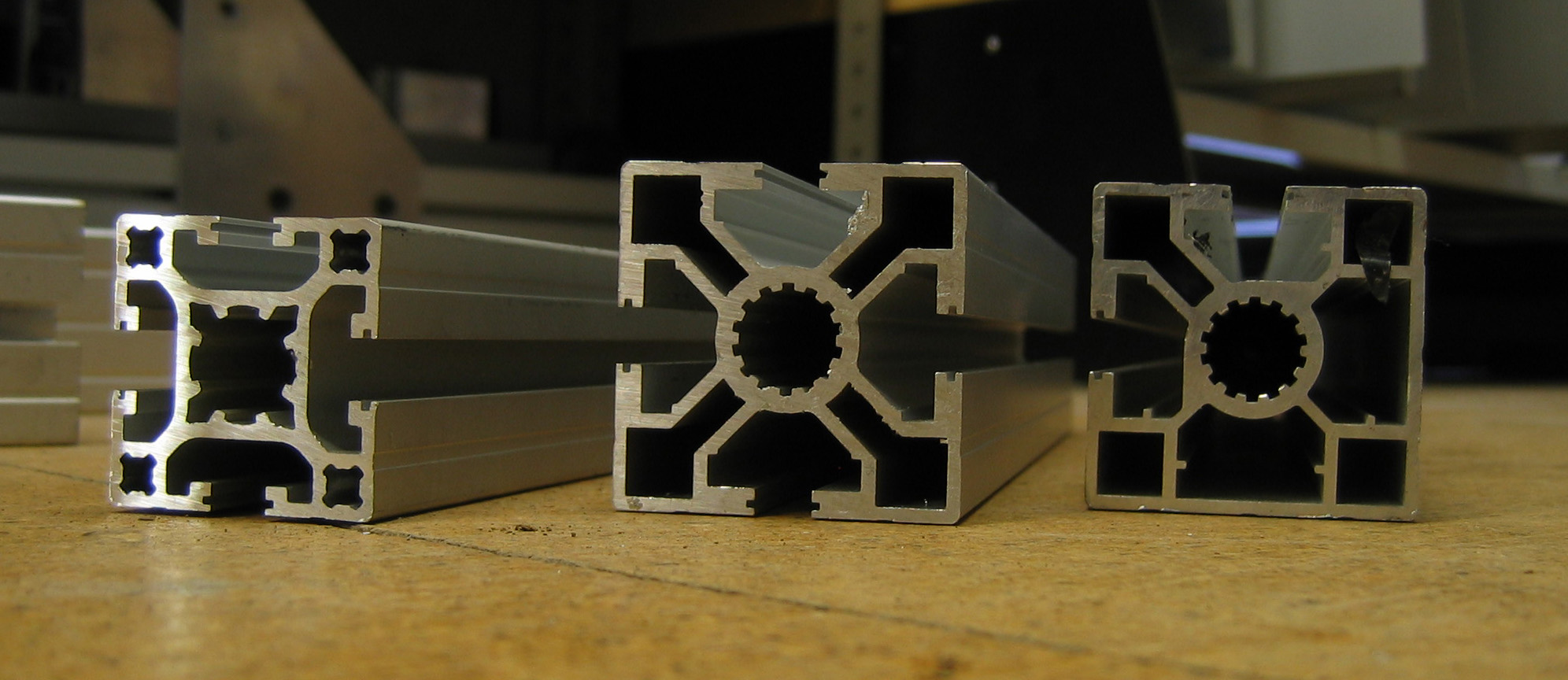
押出成形したアルミニウム材。いくつか中空部分がある。側面のスロットに専用コネクタをはめ込むことができる。

押出成形（おしだしせいけい、英語: extrusion）は、塑性加工の一種であり、耐圧性の型枠に入れられた素材に高い圧力を加え、一定断面形状のわずかな隙間から押出すことで求める形状に加工する方法である。

## 概要

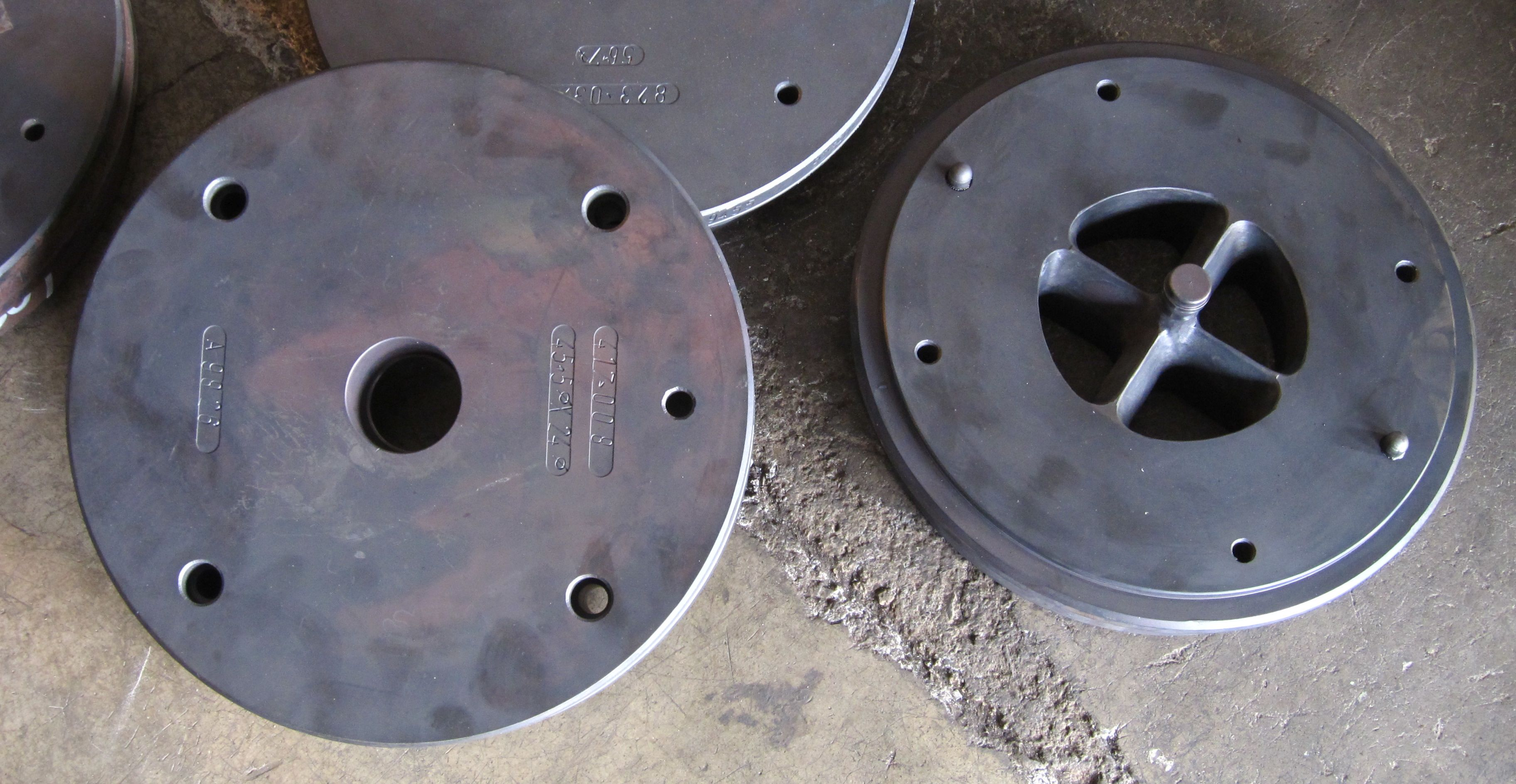
アルミニウム押出成形用の2つの金型。この2つを組み合わせて使う（ポートホール型）。右側の金型で丸い管を押出す際の中空部分を作る。

素材を圧縮してダイスと呼ばれる金型から押し出し、必要な形状の断面を形成する

。製造プロセスとしての利点は、非常に複雑な断面形状を形成できる点と、素材にかかる応力が圧縮応力とせん断応力だけであるためもろい素材も成形できる点である。また、押し出された表面は非常に滑らかになり仕上げが不要である。
一般に押出成形される素材として金属、重合体、セラミックス、コンクリート、食品などがあり、アルミサッシのようなアルミニウム製品の加工で多用されている。
理論的には無限に長い物体を形成でき、実際にも多数の部品を連続的に製造できる。押出成形プロセスは熱い素材にも冷たい素材にも適用可能である。
単純な押出し用金型では中空部分のある断面形状を形成できない。中空部分を形成する金型の部分をセンターピースと呼ぶが、単純な金型ではセンターピースを固定できないためである。一般に金型はある程度の厚さがあるので、最終的な穴の形状が中空部分のある断面形状になるようにし、素材を押し付ける側でセンターピース部分を保持できるように形成しておけば、中空部分のある断面を形成できる。したがって、そのような金型は厚みの方向に沿って穴の形状が徐々に変化することになる。

## 歴史
1797年、ジョゼフ・ブラーマが鉛管を製造する押出成形プロセスの世界初の特許を取得した。事前に熱した金属を人力で金型に押し付け、中空の管状に成形するものである。しかしこの製造装置は実際には製作されず、最初に油圧式押出成形装置を製作したのは Thomas Burr で、1820年のことだった。なお、このころは「押出 = extrusion」ではなく「噴出 = squirting」と呼ばれていた。1894年、Alexander Dick が銅や真鍮の押出成形法も開発した。

## プロセス
まず、材料を熱することから始める。次にそれを圧力をかけられる容器に入れる。容器の一端には金型があるので、もう一方から材料を金型に押し付けるため、ダミーのブロックをそちらに置き、それに何らかの駆動力で圧力をかけることで金型から材料が押出される。
金型の材料を押し付ける側の断面積を最終的に材料が出て行く側の穴の断面積で割った値を「押出し比 (extrusion ratio)」と呼ぶ。

### 熱間押出

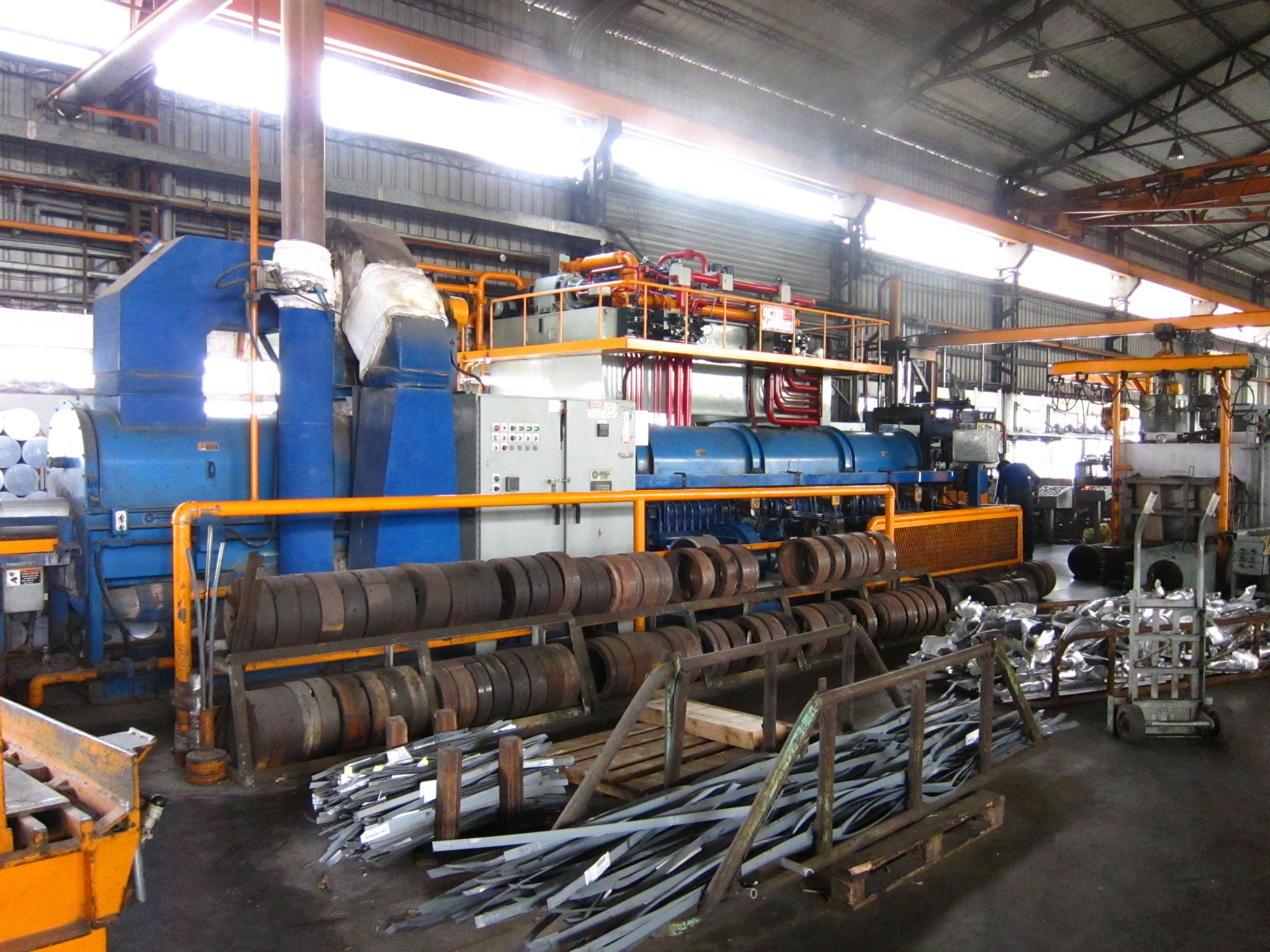
アルミニウム熱間押出成形用の設備

熱間押出は熱間加工の一種で、材料が再結晶化する温度より高い温度を保って加工硬化を防ぎ、材料が金型を通りやすくする技法である。熱間押出は一般に水平な液圧式プレス機を使い、230トンから11,000トンの力をかける。このときの圧力は30MPaから700MPaであり、潤滑剤を必要とする。温度が比較的低い場合は潤滑剤として油やグラファイトを使い、相対的に温度が高い場合は粉末ガラスを使う。この技法の欠点は機械が大掛かりになる点と維持費が高くつく点である。
| 金属         | 温度 [℃ (°F)]         |
| ------------ | --------------------- |
| マグネシウム | 350-450 (650-850)     |
| アルミニウム | 350-500 (650-900)     |
| 銅           | 600-1100 (1200-2000)  |
| 鋼           | 1200-1300 (2200–2400) |
| チタン       | 700-1200 (1300-2100)  |
| ニッケル     | 1000-1200 (1900–2200) |
| 耐熱合金     | 最高 2000 (4000)      |

生産量が数キログラムから10トン程度であれば、押出成形が経済的であるが、材料の種類によって経済性は異なる。生産量が大きくなるとロール成形の方が経済的になる。例えば一部の鋼では、20,000kg以上生産する場合はロール成形の方が安くつく。

アルミニウムの熱間押出用金型
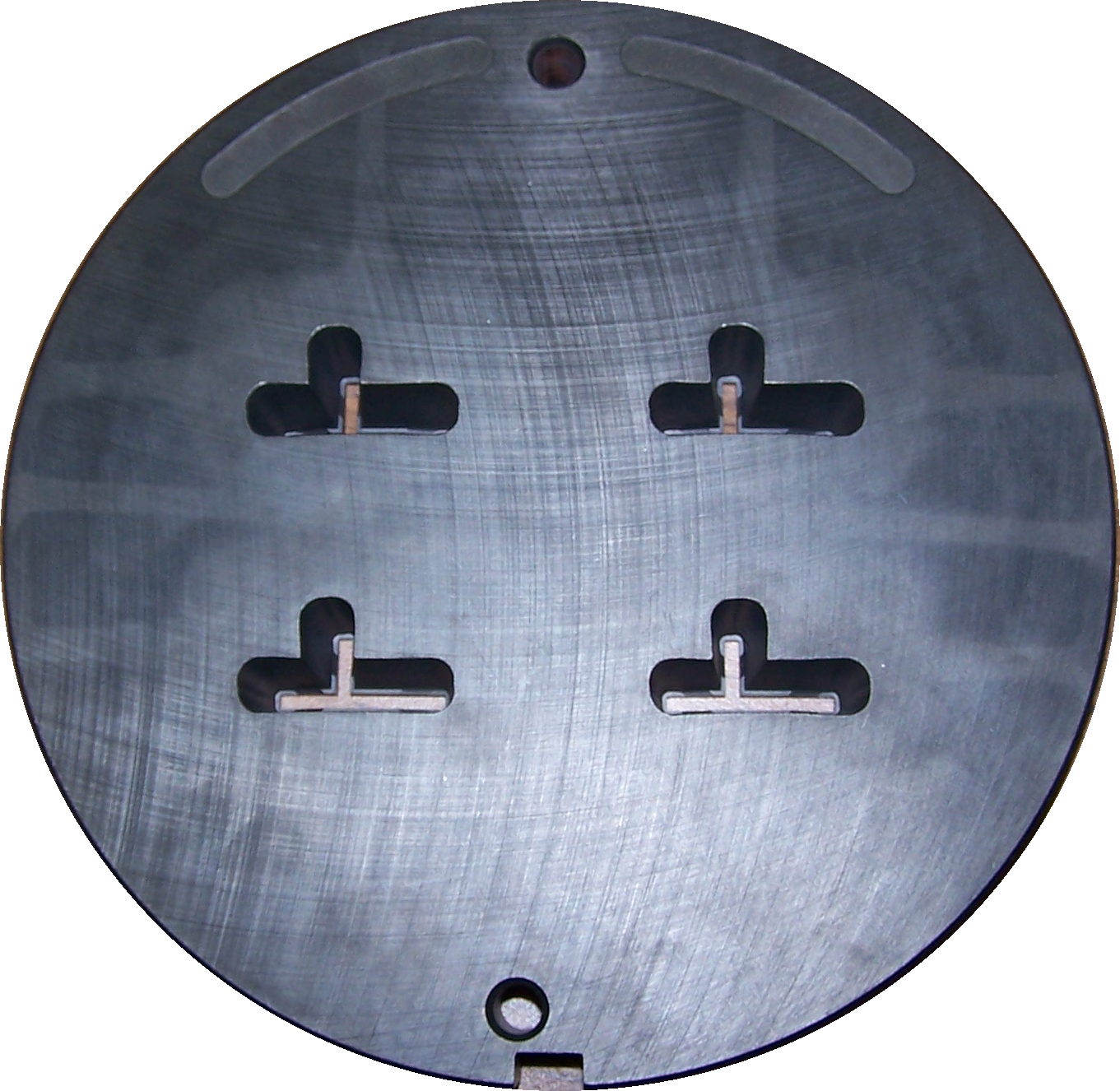
4つの押出し用の穴がある金型。金型の直径は 228 mm (9.0 in)
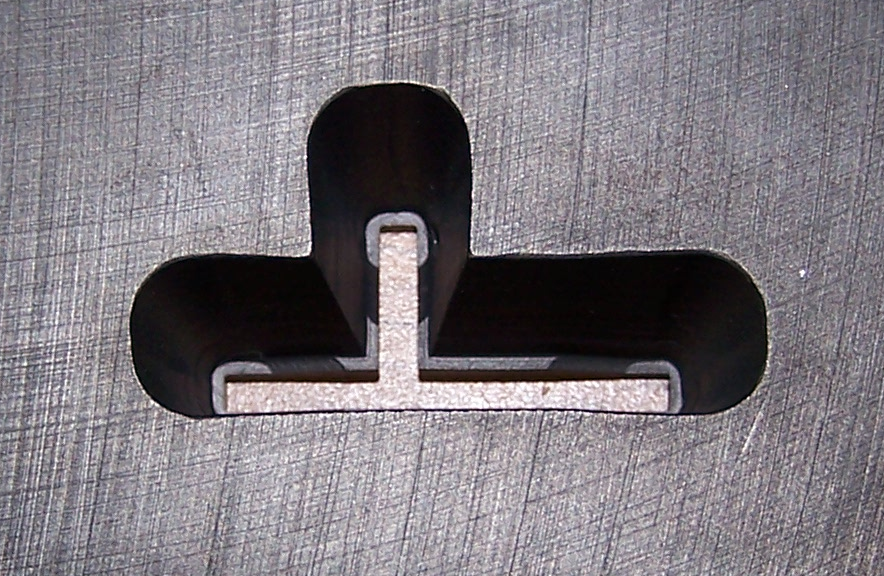
押出し用の穴のクローズアップ。穴が徐々に狭まっていることに注意
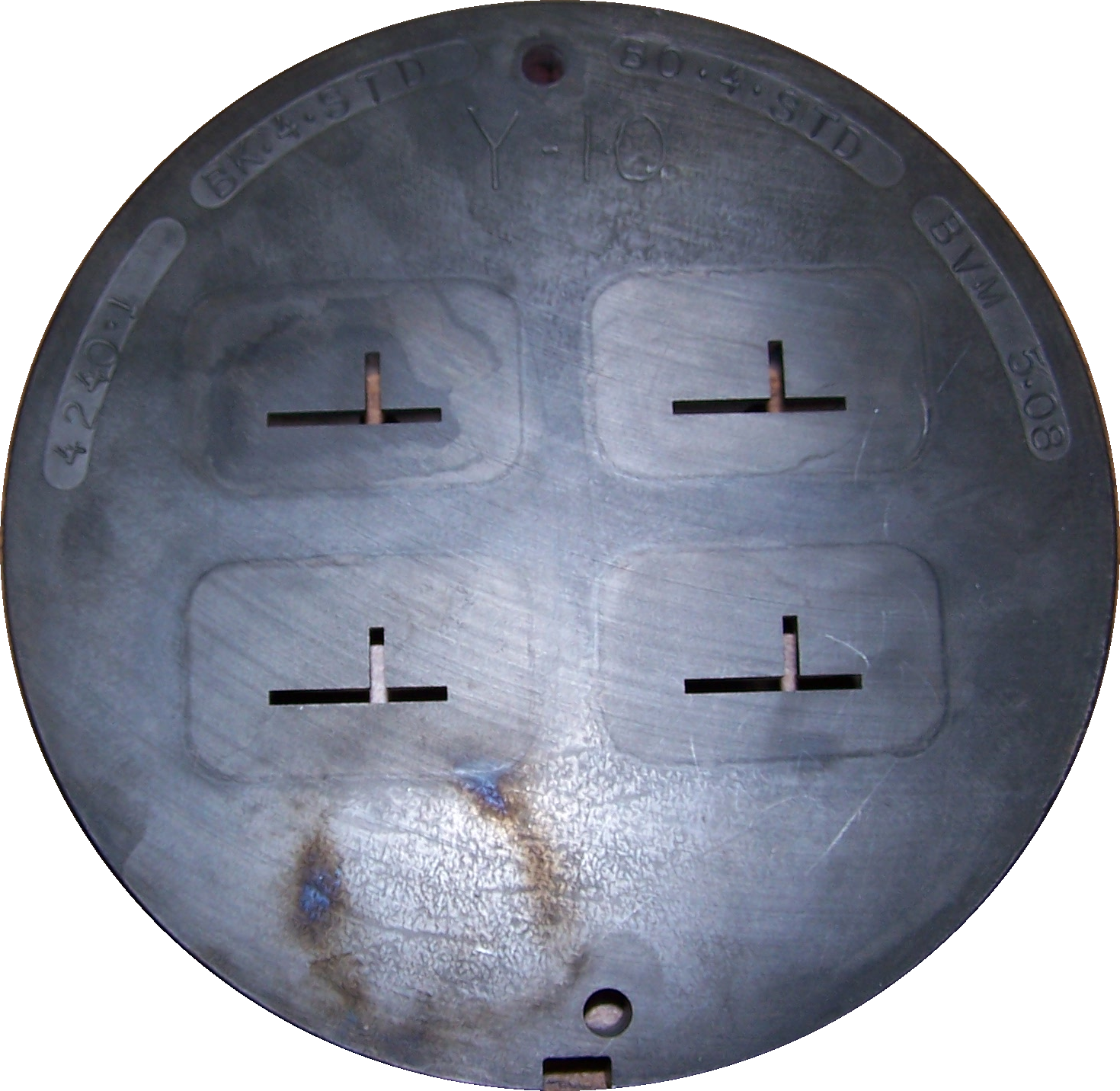
金型の裏面。穴の幅は 3 mm (0.12 in)

### 冷間押出
冷間押出は常温かそれに近い温度で行う技法である。熱間押出に優る利点として、酸化されにくい点、冷間加工により強度が高くなる点、熱膨張による変形がない点、表面がより滑らかになる点、高温でぜい性を示す素材に対しては冷間押出の方が押出速度が速くなる点が挙げられる。
冷間押出法が採用される主な素材としては、鉛、スズ、アルミニウム、銅、ジルコニウム、チタン、モリブデン、バナジウム、ニオブ、鋼がある。
冷間押出で製造される部品の例としては、容器用のチューブ、消火器容器、ショックアブソーバーのシリンダー、自動車エンジンのピストン、ギヤブランクなどがある。

### 温間押出
温間押出は常温より高いが材料の再結晶化温度より低い温度で行う技法で、一般に800°Fから1800°F（424℃から975℃）で行う。押出しに必要な力、材料の展延性、最終的に押出されたときの特性などを勘案して使うことが多い。

### 加工装置

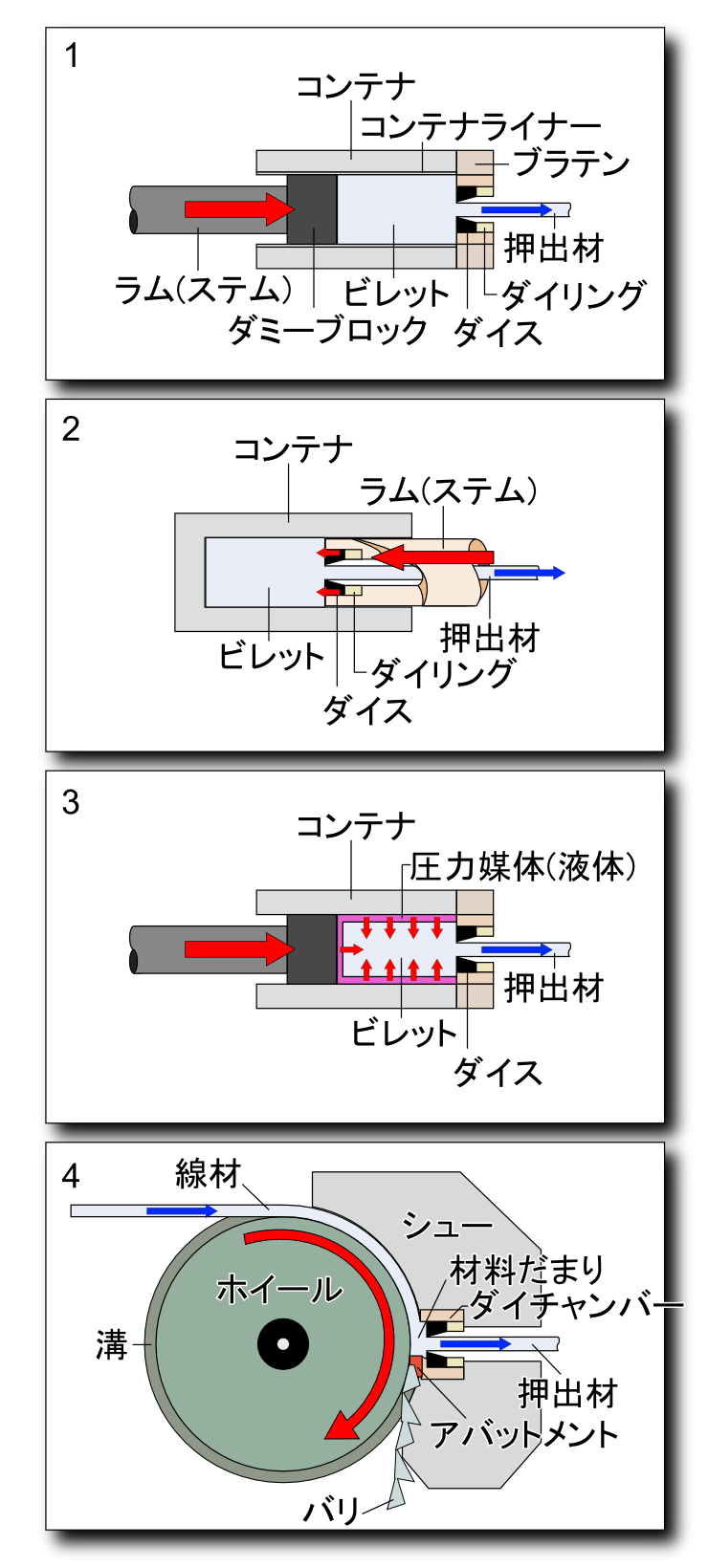
押出加工の4方式
1. 直接押出法
2. 間接押出法
3. 静水圧押出法
4. コンフォーム押出法

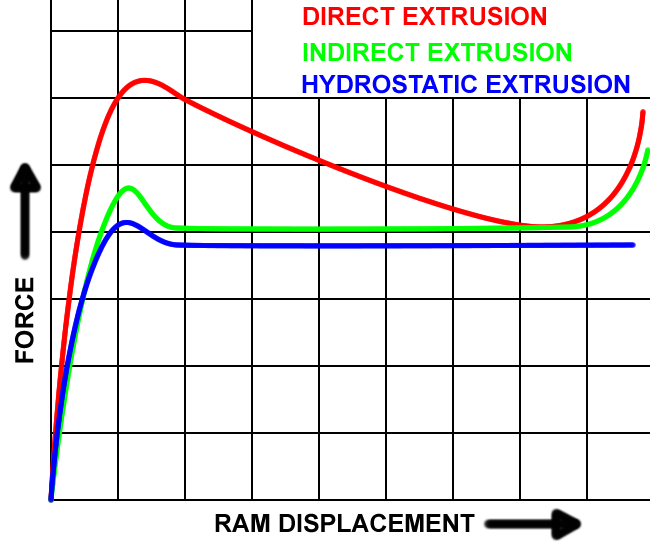
各種押出法で必要な力を示した図
DIRECT EXTRUSION - 直接押出
INDIRECT EXTRUSION - 間接押出
HYDROSTATIC EXTRUSION - 液圧押出

押出加工装置には様々なものがある。主に次の4点で分類される。
1. 押出しに際してどの部分が動くのか。容器が固定されていて一方から圧力をかける方式を「直接押出」、金型のみを固定して容器全体を移動させる方式を「間接押出」という。
2. 垂直方向に圧力をかける場合と水平方向に圧力をかける場合に分けられる。
3. 駆動力による分類。液圧式と機械式がある。
4. 押し方による分類。普通の方式と液圧式がある。

#### 直接押出

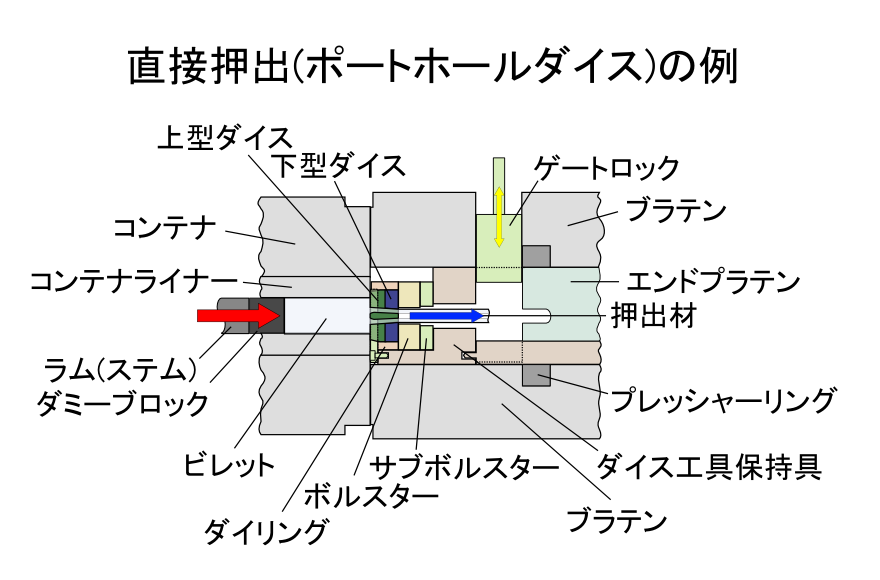
直接押出の構成概要

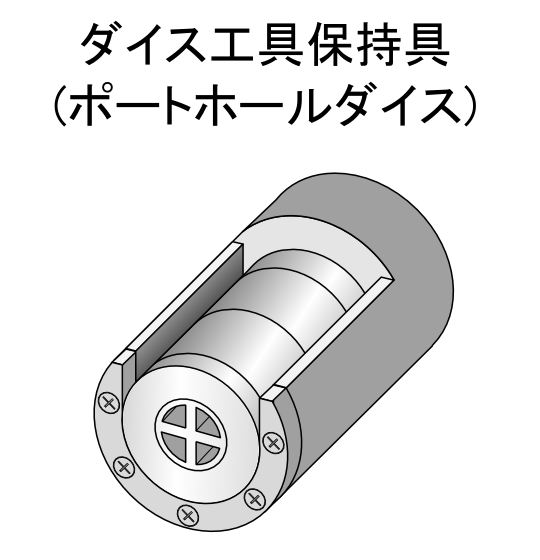
直接押出のダイス工具保持具の例

直接押出または前方押出は、最も一般的な押出しプロセスである。まずビレット（素材）を厚い壁で囲まれたコンテナに入れる。ビレットはラム（スライドとも呼ぶ。プレス機の実際に押す部分）またはスクリューによって金型の方へ押される。ラムとビレットの間には再利用可能なダミーブロックがある。コンテナ内のビレットが押されて金型まで到達する間、全行程で周囲の壁との間に摩擦を生じるため、一般に間接押出よりも大きな力を必要とする。このため、プロセス開始時にかなり大きな力を必要とし、一旦ビレットが金型を通過し始めると徐々に必要な力は小さくなっていく。そして、ビレットの残りが少なくなるとビレットが金型の穴を通るために内側に流れる必要が生じ、再び大きな力を必要とする。このため、ビレットを全部押出すことはしない。

#### 間接押出
間接押出または後方押出では、コンテナとビレットが一緒に動き、金型が静止している。金型を固定するステムはコンテナよりも長くなければならない。押出しの最大長はステムの強度に依存する。ビレットはコンテナと共に動くので摩擦があまり生じない。これにより直接押出に比べて次のような利点が生じる。
- 摩擦が25%から30%低減され、より大きなビレットを使用できる。押出し速度も速くすることができ、より小さな断面積の押出しが可能。
- 摩擦が少ないので熱が発生しにくく、割れやヒビが生じ難い。
- コンテナ内面は磨耗が起き難く、長持ちする。
- ビレットがより均一に使われるため、製品もより均質になる。

欠点は次の通りである。
- ビレットの表面に不純物や欠陥があると、押出し後の製品の表面にそれが現れやすい。こういった欠陥は、製品を陽極酸化処理する場合や表面の美しさが重要な場合には致命的である。これを防ぐため、ビレットの表面を事前に綺麗に洗浄しておく必要がある。
- 金型をステムで固定する関係上、金型の穴の形状を直接押出ほど自由に設計できない。

#### 液圧押出
液圧押出では、ビレットは金型に接する部分以外、全体が加圧された液体に接している。熱間・冷間・温間のいずれでも可能だが、加圧用の液体が安定している温度でなければならない。液体を封入するため水密性のあるシリンダを必要とする。液体を加圧する手法は次の2つがある。
1. 定速押出 - ラムまたはピストンでコンテナ内の液体を加圧する。
2. 定圧押出 - ポンプを使う。増圧装置を併用することもある。

次のような利点がある。
- コンテナとビレット間に摩擦が全く生じないので、力が小さくて済む。結果として押出しが高速化でき、ビレットが熱を持たない。
- 一般に高い圧力をかけると素材の展延性が増す。
- 均質性が増す。
- 大きなビレットを使うことができ、大きな断面積の押出しが可能。
- ビレットのかすがコンテナ内に残らない。

欠点は次の通りである。
- 押出し前にビレットと金型の間に隙間があると液体が漏れてしまうのでビレットの設置に注意が必要である。また、ビレット表面に欠陥がないよう事前のチェックと洗浄が必要である。
- 一般に液体を高圧状態に保つことは難しい。

#### コンフォーム押出
コンフォーム押出機の加工部分は、ホイール、シュー、アバットメント、ダイチャンバー、押出しダイスから構成される。ホイールには溝が付いており、加工を受ける金属の線材が回転するホイールの溝に挿入されて機械内に引き込まれる。固定されたシューがホイールの溝に線材を押し付けることで、被加工材である線材がホイールから受ける摩擦力を増しながら進む。線材は溝を塞いだアバットメントに突き当てられ、行き場を失った金属は材料だまりを作り摩擦力と塑性変形による発熱で塑性流動状態となる。高い圧力とともに軟らかくなった被加工線材は、材料だまりに面したダイスから任意の形状になって成形されながら押出されてくる。材料だまりではホイールやシューとの隙間から材料が一部の漏れ出てバリとなる。素材である線材を溶接することで連続加工が行え、製品の長さに制限がない。

#### 中空部分の形成

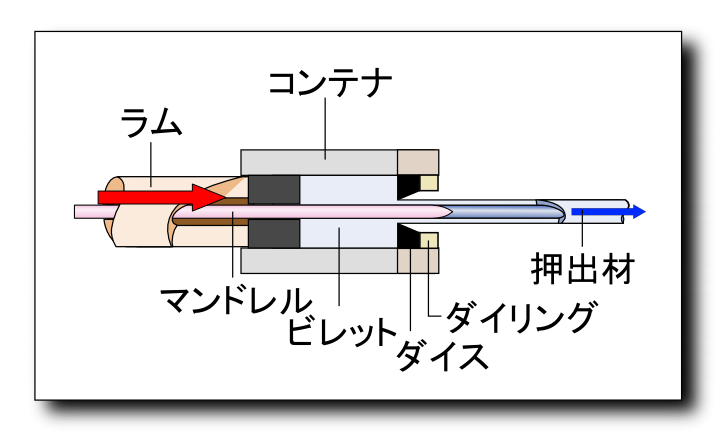
押出加工による管加工法
中央にマンドレル（心金、しんがね）を通して押出す。

押出し断面に中空部分を作る方法はいくつかある。1つは、押出し前の素材（ビレット）を中空な形にし、固定または浮動型のマンドレル（心棒）を使う方式である。固定マンドレルはドイツ式とも呼ばれ、押す側のダミーブロック（ステム）に固定されている。浮動型マンドレルはフランス式とも呼ばれ、ステムに穿たれた穴にマンドレルを通し、金型と同様に静止させるよう固定する。固体のビレットの場合、スパイダー型、ポートホール型、ブリッジ型などの特殊な金型を使って中空な部分を形成することもできる。これらの金型は内部にマンドレルに相当する部分を組み込んでおりマンドレルを金型に固定するための脚部がある。押出しの際、金属はその脚部で一旦二手に分かれ、その後に合流する。したがって、製品に脚部に対応した線が残る。

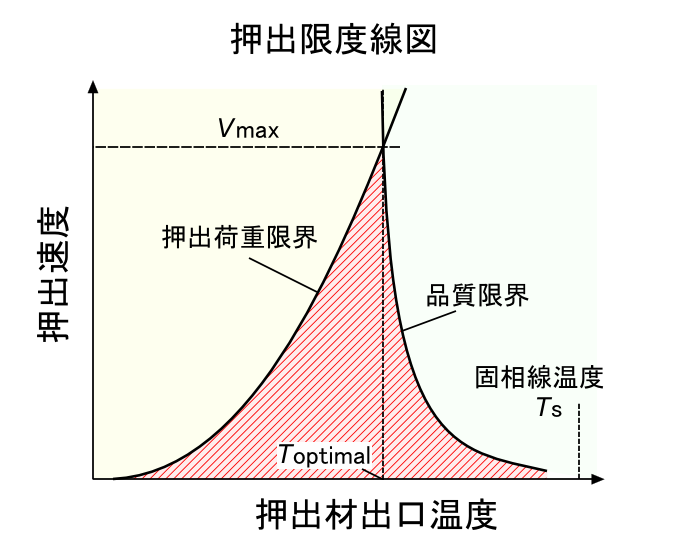
押出限度線図
押出速度と押出材出口温度における加工性と品質の関係が示されている。赤い部分が製品化できる範囲である。

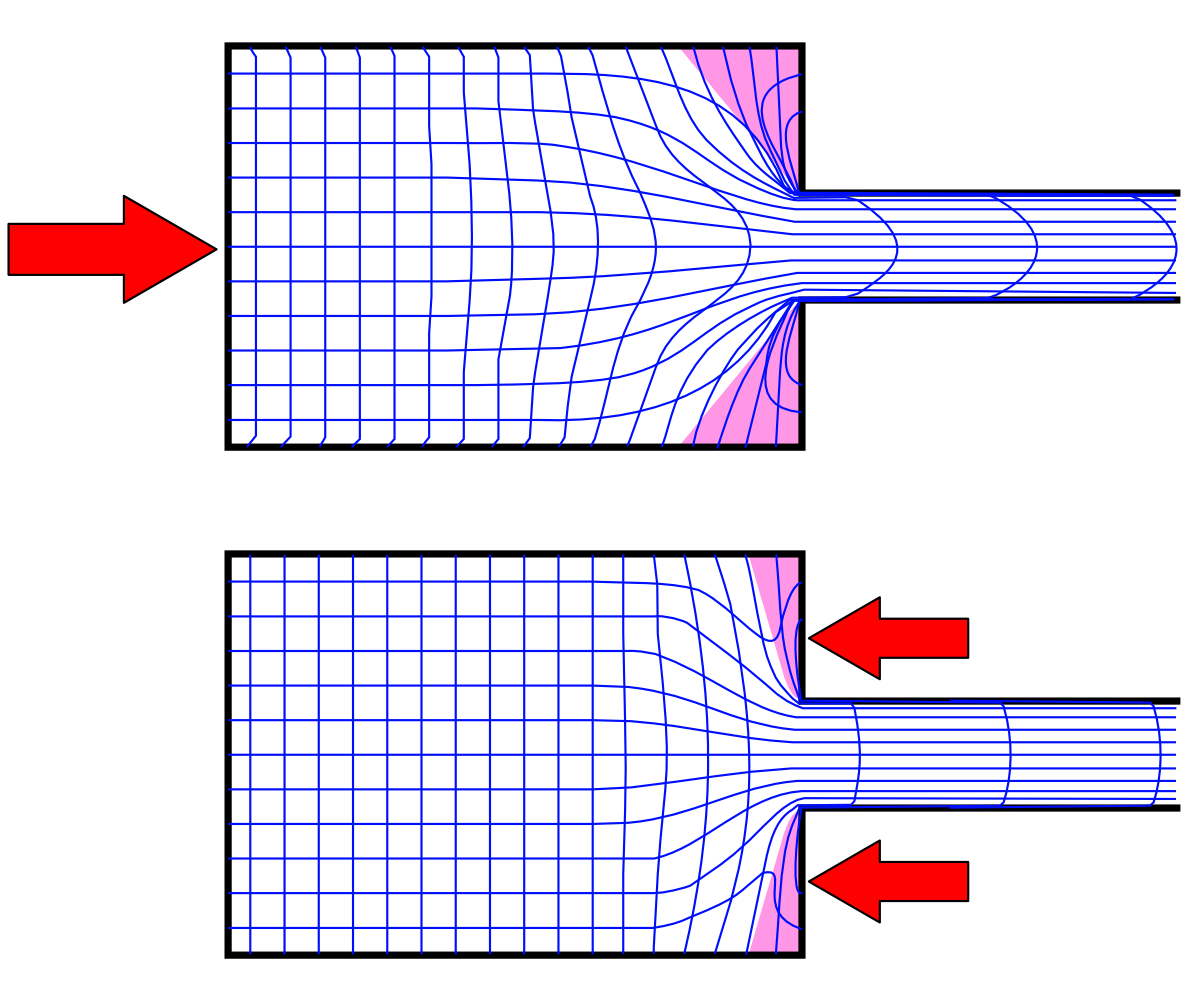
ビレットが受ける変形
上：直接押出
下：間接押出
ピンクで示したダイ近くの素材が最後までコンテナ内に残ってデッドメタルとなる。

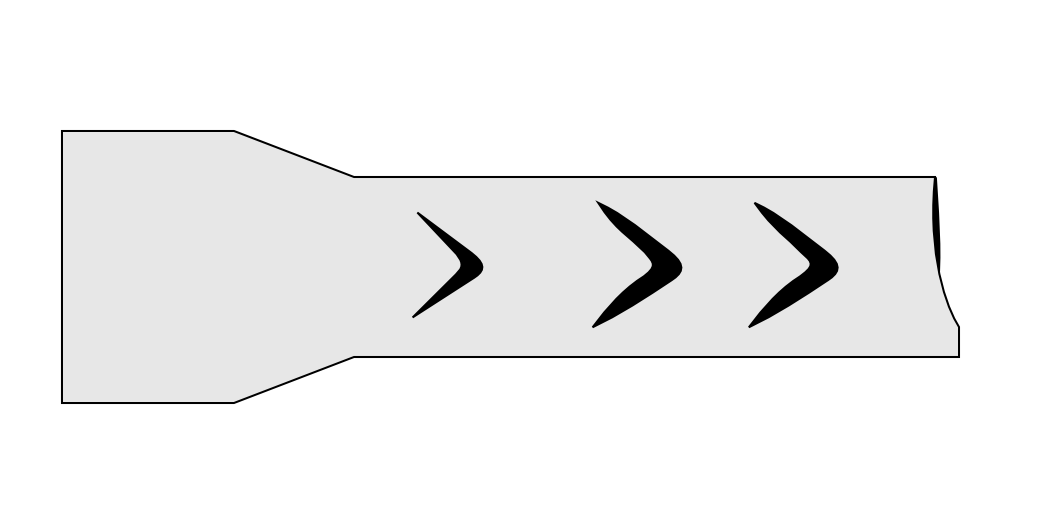
シェブロン・クラック（製品断面図）
成形条件の設定を誤れば、押出された製品の内部に「く」の字状の亀裂が生じる事がある。

#### 駆動力
直接押出も間接押出も今では液圧駆動が一般的だが、小型の装置では機械式のものも使われている。液圧式プレス機には、直接油圧駆動とアキュムレーター水駆動がある。
直接油圧プレス機は単純で頑丈なため、最も一般的である。35MPa以上の力を発揮できる。押出しに際しては一定の圧力をかけられる。ただし、押す速度は遅く、50mm/sから200mm/sである。
アキュムレーター水駆動は大型の装置に使われる方式で、コストも高い。押す間に圧力が10%ほど低下するという欠点はあるが、高速で押すことができ、最高で380mm/sである。このため、鋼の押出成形によく使われる。また、熱間押出で非常に高い温度が必要な場合、油圧では火災事故の危険性があるため、こちらの方式を使う。
液圧押出プロセスでは、一般にひまし油を最高で1400MPaに加圧して使う。ひまし油が使われるのは、潤滑性がよく高圧に加圧された際の特性が優れているためである。

### 欠点
押出成形で、表面にヒビ割れが生じることがある。この押出加工材とダイスやダイス表面のメタルとの間のせん断力によって生じる押出加工材表面の傷は「テアリング」と呼ばれ、低品質なものや不良品として扱われる。温度設定、摩擦、押出速度が高すぎるのが主な原因である。また、温度が低すぎて素材が金型に固着して発生することもある。また、摩擦が大きすぎたり、周辺と中心部で温度差が生じたりすると、不純物や酸化物が製品の中心部に集まることがある。また、金型の設計が流体静力学的に問題があると、製品内部にヒビや空隙が生じることがある。
また、押出成形された製品の表面には押出し方向に直線的な筋がつくことがある。これは、金型に素材が固着したまま製造を続けている場合に起きやすい。
コンテナ内にビレットを閉じ込めて加圧する方法では、ビレットをすべて押出すことはできずに「デッドメタル」として残る。直接押出では間接押出よりも多くのデッドメタルが出る。ビレットの外面には摩擦力が働くのでダイ直前で素材の中央部だけが先進し、この塑性流動による製品内部の歪みも直接押出の方が大きくなる。また、製造時に比較的狭い押出条件から外れ、潤滑材の選定やダイの形状、圧力の調整を誤れば、製品の内部に「シェブロン・クラック」と呼ばれる空洞（＞形の亀裂）が生じる事がある。

## 押出す素材

### 金属
押出成形される主な金属としては、次のものがある。
- アルミニウム - 押出成形がよく使われる。熱間も冷間も可能。熱間の場合は300℃から600℃に熱する。アルミサッシの枠やレールや方立、ヒートシンクなどが押出成形で製造されている。大型の押し出し型材、中空大型押出型材はアルミニウム合金製の新幹線や通勤電車などの鉄道車両に用いられ、部品点数の削減による生産性向上、表面の平滑性による見栄え向上、軽量化などに寄与している。[14]
- 銅 - 熱間押出では600℃から1000℃で、管、針金、棒、チューブ、溶接ワイヤなどが製造されている。690MPa以上の圧力を必要とする。
- 鉛とスズ - 最高で300℃で、管、針金、チューブなどが製造されている。融点（327℃）以上に熱して溶かした鉛を垂直式の押出成形装置で押出すこともある。
- マグネシウム - 300℃から600℃で、航空機の部品、原子炉関係の部品などが製造されている。押出成形時の特性はアルミニウムとほぼ同等である。
- 亜鉛 - 200℃から350℃で、棒、チューブ、手摺、各種部品などが製造されている。
- 鋼 - 1000℃から1300℃で、棒鋼や形鋼などの条鋼が製造されている。主に炭素鋼が使われるが、ステンレス鋼などの合金鋼も押出成形可能である。
- チタン - 600℃から1000℃で、座席のレール、エンジン部品など航空機の部品が製造されている。

マグネシウム合金やアルミニウム合金は、表面の滑らかさがRMSで0.75μmかそれよりよい。チタンや鋼ではRMSが3μm程度である。
1950年、フランスのユージン・セジュルネが鋼の押出成形の潤滑剤としてガラスを使用する方法を発明した。これをユージン・セジュルネ法またはセジュルネ法と呼び、今では鋼以外の融点の高い素材や押出し時の温度範囲が狭い素材にも使われている。まず、素材を押出し時の温度まで熱し、その表面にガラス粉末をまぶす。するとガラスが融けて20から30サウ（0.5mmから0.75mm）の薄い膜を形成し、圧力容器の内面と素材を隔てる役割を果たし、潤滑剤として機能する。また6mmから18mmの厚さのガラスの環を金型付近の圧力容器内に設置し、潤滑剤として利用する。これには金型に素材の熱が直接伝わるのを防ぐという利点もある。押出されたものには1サウほどの厚さのガラスの膜が張っているが、冷却すれば容易に剥がれ落ちる。
潤滑におけるもう1つの進歩として、リン酸塩コーティングの利用がある。これをガラスと併用すると、鋼を冷間押出法で押出すことも可能である。融けたガラスにリン酸塩が作用すると潤滑性能が向上する。

### 合成樹脂

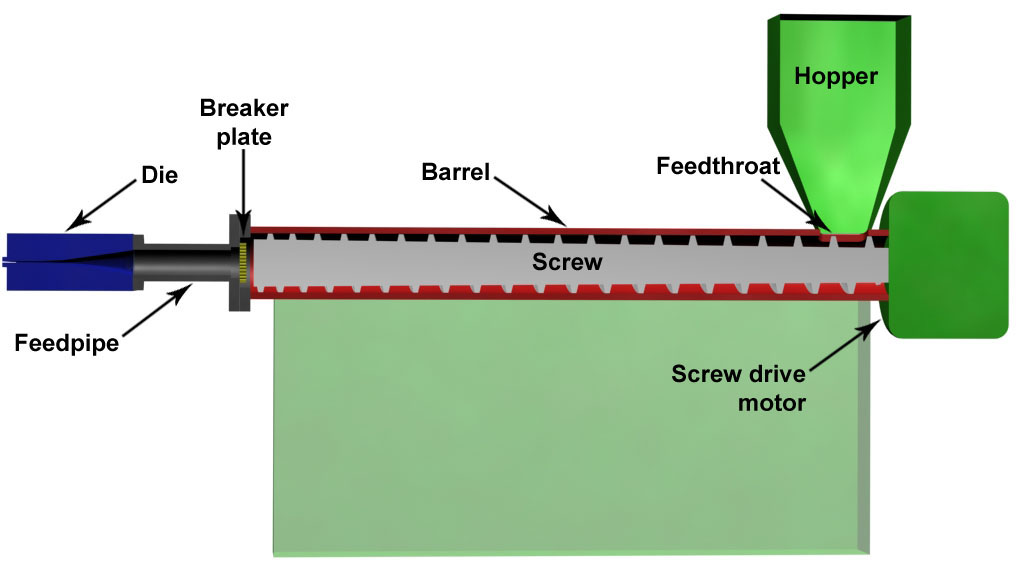
合成樹脂の押出成形装置の断面図

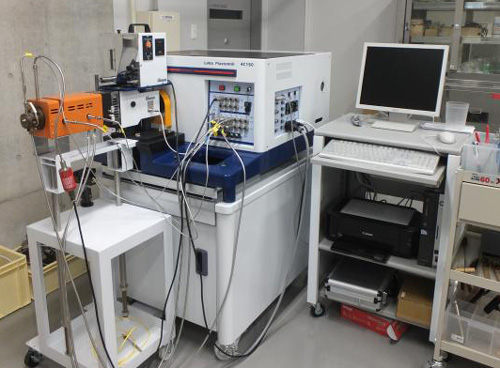
トルクレオメータ(ラボプラストミル)

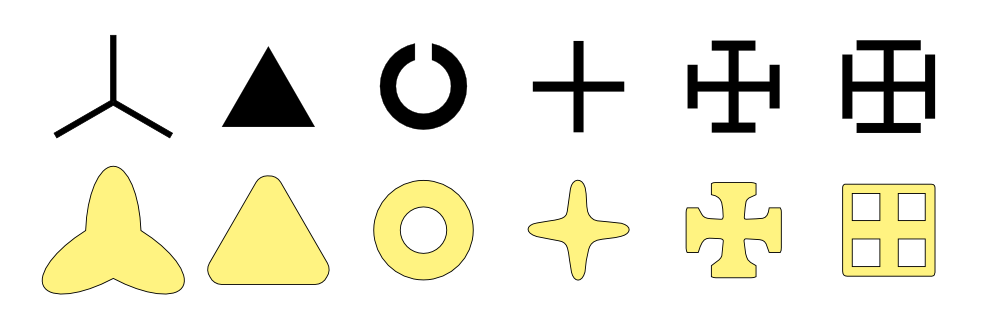
合成繊維のノズル形状とその繊維製品の断面形状

合成樹脂押出成形は一般に合成樹脂のチップやペレットを材料として使い、まずホッパーと呼ばれる部分にそれらを入れて乾燥させる。ポリマー樹脂はホッパーで熱せられた後、スクリューの刃で切り刻まれてさらに熱せられ、溶融した状態になる。スクリューによって樹脂が金型へと押出され、所定の形状となって金型から出て行く。その後、金型や水のタンクなどを通して冷やし、固める。繊維で強化した管を作る場合などは非常に長い金型を使って、出口から引き出すようにして成形する。そのため引抜成形 (pultrusion) とも呼ぶ。

#### 合成繊維
多くの合成繊維は、高圧、または中低圧で流動化した材料を圧縮して多数の小さな孔から押し出すことで、求める断面形状のものが作り出されている。小さな孔はノズルと呼ばれ、特殊な形状のノズルで作られた繊維製品は「異型断面繊維」と呼ばれ、手触り、光沢、吸収性、重量、保温性などがそれぞれ異なる独特の風合いが与えられることでアパレル産業にデザイン上の広がりを与えている。合成繊維はセルロースによる繊維素や化学合成されたポリマーのチップやフレーク状のものを溶媒に溶かしたり加熱して液体にされて押出成形機の加圧部に注入される。この液体を糸に加工する工程は、従来の天然繊維を紡ぐ（spinning）加工工程と同様に「紡糸工程」と呼ばれ、主に以下の3つの方法がある。
溶融紡糸法
250-300℃に加熱され溶融して液体状となった原料は、ノズルから押出されて所定の断面形状になった瞬間から水飴状の繊維は冷風にさらされて冷却される。冷やされながら固化した繊維は、多数のノズルから出たものが束ねられながら軽い張力で巻き取られてゆく。流動化しにくいために高圧力が必要なナイロン、ポリエステル、ポリプロピレンの紡糸に採用される
湿式紡糸法
原料は溶剤で溶かされたまま加熱はされず、所定の断面形状のノズルから直接、凝固浴と呼ばれる薬剤中に押出される。凝固浴中でポリマーを溶かしていた溶剤が拡散することでポリマーだけが取り残され凝固する。凝固した繊維の束が凝固浴の端から巻き取られる。レーヨン、ビニロン、アクリル繊維の紡糸に採用される
乾式紡糸法
原料は気化しやすい溶剤で溶かされたまま加熱はされず、所定の断面形状のノズルから押出され、高温ガス中にさらされて溶剤は蒸発し乾燥される。乾燥した繊維の束が端から巻き取られる。アセテート、スパンデックス、多様なアクリル繊維の紡糸に採用される
中空形状の繊維製品の押出成形では、金属を素材とするダイと異なりノズルは簡単な構造で済む。ポリマーはノズルから出た直後にはまだ流動性があるため、対向する端同士が勝手に繋がって管状となる。

### セラミックス
セラミックスを押出成形することもできる。テラコッタを押出成形して管（土管）を製造する。レンガも最近では押出成形で作られている。

### 食品

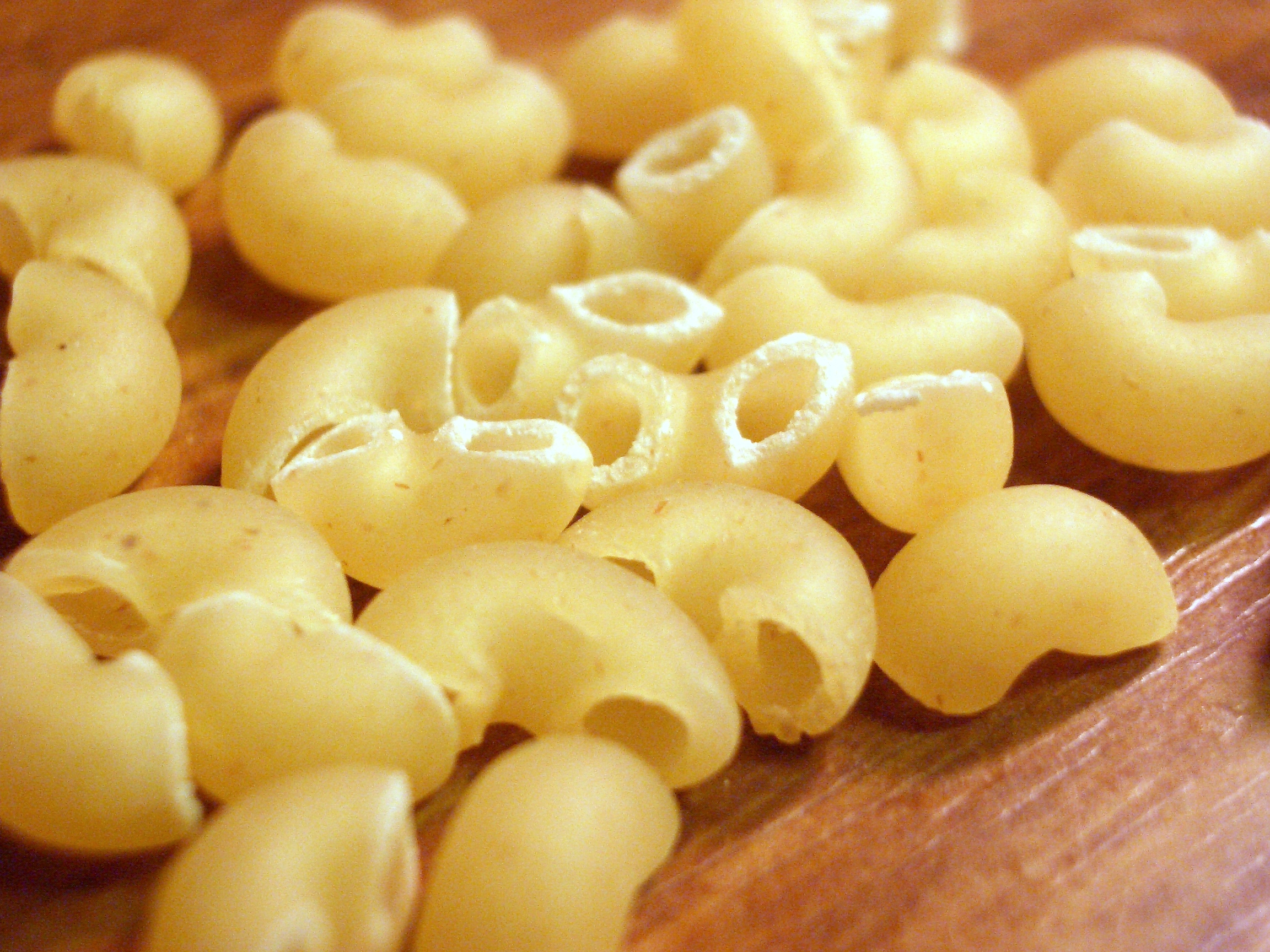
中空のパスタを押出成形したマカロニ

押出成形は食品製造にもよく使われている。パスタやビーフンなどの麺類、シリアル食品、お菓子、フライドポテト、ベビーフード、ペットフードなどが押出成形で作られており、一般に「エクストルーダー」と呼ばれる食品加工機が用いられる。まず原材料を適切な大きさにまで砕く。乾いた材料に液糖、脂肪、着色料、食肉、水など必要な材料を混ぜ、調理プロセスを開始するため蒸気も加えて熱する。混合された原材料を押出し機に供給して金型を通し、出てきたものを適当な長さで切る。押出し機内で摩擦と圧力（10から20気圧）によって加熱調理が進む。このとき、デンプンの糊化という現象を利用する。エクストルーダーには1軸式と2軸式のものがあり、1軸式では押出工程だけを行うが、2軸式では材料の混合工程を行った直後に連続的に押出し工程を行えるようになっている。このような装置は設計にもよるが、一時間に1トンから25トンの原材料を処理する能力がある。
押出成形で食品を製造する場合、次のような利点がある。
- デンプンの糊化
- タンパク質の変性
- 生の食品にある酵素が非活性化する。
- 天然の毒素を破壊する。
- 製品内の微生物を減らす。

## 設計

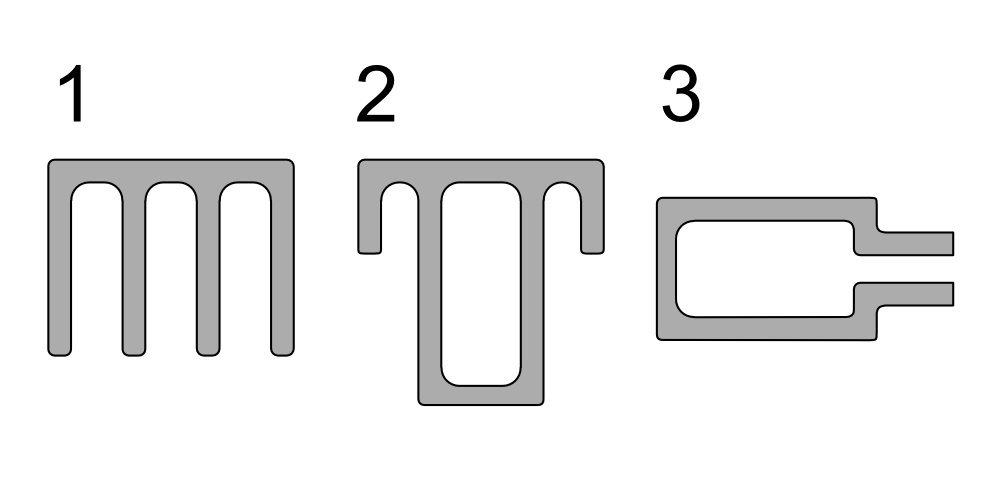
3種類の押出形材
1.中実形材（ソリッド） 2.中空形材（ホロー） 3.セミホロー形材

押出し断面の形状は押出しの容易さに対して重大な影響を与える。押出し断面の形状を囲む最小の外接円の直径は必要な金型の大きさに直結し、それによって使えるプレス機械が制限されることになる。大型のプレス機では、アルミニウムでは直径60cmほど、鋼やチタンでは直径55cmほどまで可能である。
押出し形状の複雑さを大まかに定量化する数値として「形状係数」があり、単位質量あたりの表面積で表される。形状係数は器具のコストや生産性に影響する。
厚い部分は一般に金型の入口も大きな穴が必要である。素材がうまく流れるようにするには、マンドレルを支える脚部の長さを厚さの10倍未満にするのが望ましい。断面形状が非対称な場合、隣接する部分はなるべく同じ大きさにするのが望ましい。鋭い角は避けるべきである。アルミニウムとマグネシウムでは、角の最小半径は0.4mm以上、鋼では0.75mm以上にすべきで、角の内径は3mm以上にすべきである。次の表は、各種金属で押出し可能な最小断面積と最小の厚さを示している。
| 素材         | 最小断面積 [cm2 (sq. in.)] | 最小の厚さ [mm (in.)]   |
| ------------ | -------------------------- | ----------------------- |
| 炭素鋼       | 2.5 (0.40)                 | 3.00 (0.120)            |
| ステンレス鋼 | 3.0-4.5 (0.45-0.70)        | 3.00-4.75 (0.120-0.187) |
| チタン       | 3.0 (0.50)                 | 3.80 (0.150)            |
| アルミニウム | <2.5 (0.40)                | 1.00 (0.040)            |
| マグネシウム | <2.5 (0.40)                | 1.00 (0.040)            |

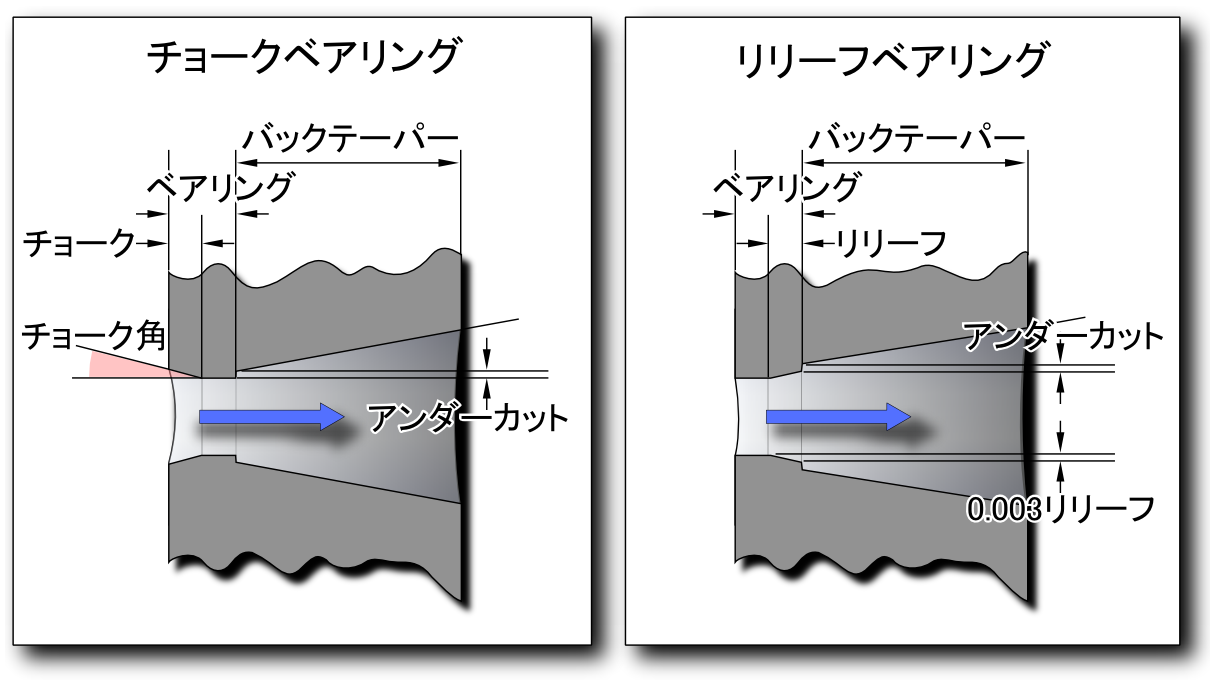
2種類のダイの形状

アルミニウム合金の押出成形でのダイスからの流出速度の調節は、ダイスの狭隘部である「ベアリング部」の形状でも行われる。チョーク角を持った「チョークベアリング」ではメタルフローが遅くなり、リリーフを持った「リリーフベアリング」ではメタルフローが早くなる。金属素材の流速を適正にコントロールすることは、単に素材内での流速の不均一性の低減がクラックの発生を抑えるだけでなく、摩擦で生じるダイスの加熱を抑えて変形量を設計範囲内に収める事を目的とする。